# Delphine Lingemann
Delphine Lingemann, née le 14 novembre 1972 à Issoire (Puy-de-Dôme), est une femme politique française. Elle est députée de la quatrième circonscription du Puy-de-Dôme depuis juin 2022.

## Biographie

### Jeunesse, carrière et famille
Delphine Lingemann grandit à Issoire, ville où elle effectue l’ensemble de sa scolarité jusqu’au supérieur. Elle rejoint ensuite la métropole clermontoise puis la Sorbonne pour étudier respectivement en CPGE lettres et en Sciences politiques.
Sa mère, Maguy Lagarde, est maire de Saint-Floret, village près d'Issoire, depuis 2008.
Cette arrivée à Paris lui permet de réaliser plusieurs stages au sein de la sphère politique : Alain Lamassoure, ministre délégué aux Affaires européennes (1995), le maire d'Issoire et député Pierre Pascallon (1996), ou encore le député-maire de Dammarie-lès-Lys (Seine-et-Marne) Jean-Claude Mignon (1997-1998).
Elle fonde ensuite son entreprise de conseil dans le Puy-de-Dôme et travaille comme enseignante associée à l'Institut français de mécanique avancée et à Polytech Clermont.

### Carrière politique
Delphine Lingemann candidate sur la liste d'union de la droite, menée par le maire Les Républicains sortant, à Royat lors des élections municipales de 2020 qui affronte la liste d'union du centre soutenue par La République en marche. Elle est élue au conseil municipal et devient adjointe chargée de l'environnement, du cadre de vie, de la valorisation de Royat et du commerce,.
Delphine Lingemann est candidate aux élections régionales françaises de 2021 sur la liste #AURALP de la majorité présidentielle (LREM, MoDem…). La liste dirigée par Dominique Giron avec Delphine Lingemann en troisième position obtient 7,26 % des voix au premier tour et aucun siège.
Pour les élections législatives de 2022, en mai 2022, la coalition Ensemble choisit d'investir Delphine Lingemann,, qui est alors déchue de sa charge d'adjointe du maire LR de Royat.
Au premier tour, elle est devancée par Valérie Goléo (NUPES) qui obtient 30,73 % des suffrages exprimés contre 25,48 %. Elle l'emporte de justesse au second tour avec 116 voix d'avance soit 50,13 % des suffrages exprimés.
Lors des élections législatives de 2024, à la suite de la dissolution de l'Assemblée nationale, elle est candidate à sa réélection. Au premier tour, elle arrive en seconde position avec 27,38 %, derrière le candidat du Rassemblement national Benjamin Chalus. Elle devance de 530 voix Valérie Goléo, également à nouveau candidate unique de la gauche. Le taux de participation provoque une triangulaire entre les trois candidats, qui se réduit à un duel après le retrait de Valérie Goléo pour éviter la victoire du Rassemblement national. Bénéficiant d'un front républicain, Delphine Lingemann conserve largement son siège au second tour avec 62,29 % des voix exprimées et devient l'unique député de la coalition présidentielle dans le Puy-de-Dôme, représentée dans tout le reste du département par le Nouveau Front populaire, et plus globalement de l'ancienne région Auvergne.

## Résultats électoraux

### Élections municipales
| Année | Parti                        | Ville | Tête de liste | 1er tour | 1er tour | 1er tour | Issue |
| Année | Parti                        | Ville | Tête de liste | Voix     | %        | Rang     | Issue |
| ----- | ---------------------------- | ----- | ------------- | -------- | -------- | -------- | ----- |
| 2020  | Indépendants et Républicains | Royat | Marcel Aledo  | 990      | 73,44    | 1        | Elu   |

### Élections législatives
| Année | Parti  | Parti | Circonscription   | 1er tour | 1er tour | 1er tour | 2d tour | 2d tour | 2d tour | Issue |
| Année | Parti  | Parti | Circonscription   | Voix     | %        | Rang     | Voix    | %       | Rang    | Issue |
| ----- | ------ | ----- | ----------------- | -------- | -------- | -------- | ------- | ------- | ------- | ----- |
| 2022  |        | Modem | 4e du Puy-de-Dôme | 12 860   | 25,48    | 2e       | 22 680  | 50,13   | 1re     | Élue  |
| 2024  | 19 299 | Modem | 4e du Puy-de-Dôme | 27,38    | 2e       | 42 380   | 62,68   | 1re     | Élue    |       |

## Mandats électifs
- Depuis le 21 juin 2022 : députée de la 4e circonscription du Puy-de-Dôme.
- Depuis le 15 mars 2020 : conseillère municipale à la ville de Royat.
- 15 mars 2020 - 19 mai 2022 : adjointe au maire de Royat chargée de l'environnement, du cadre de vie, de la valorisation de Royat et du commerce[1].